# شيلي جاكسون
شيلي جاكسون (بالإنجليزية: Shelley Jackson)‏‏ (1963 في الفلبين - ) كاتِبة، وروائية، ورسامة من الولايات المتحدة.